# Siphlonurus spectabilis
Siphlonurus spectabilis is een haft uit de familie Siphlonuridae. De wetenschappelijke naam van de soort is voor het eerst geldig gepubliceerd in 1934 door Traver.
De soort komt voor in het Nearctisch gebied.